# Псевдогармонические колебания
Псевдогармоническое колебание — разновидность колебаний, для которых возвращающая сила (сила, стремящаяся вернуть тело в равновесное состояние) не является линейной по величине отклонения. Другими словами, это колебания, для которых «гибкость» системы зависит от перемещения.

## Уравнение колебаний
Общий вид уравнения псевдогармонических колебаний:
{\displaystyle m{\frac {d^{2}x}{dt^{2}}}=F(x,x^{2},x^{3},\dots )}.
Если можно пренебречь всеми членами F нелинейными по x, то данное уравнение переходит в уравнение гармонических колебаний.

## Примеры
Упругая невесомая проволока длиной 2l закреплена с двух концов. Груз массы m закреплен посередине проволоки. В начальный момент времени груз выведен из положения равновесия на расстояние a << l и отпущен без начальной скорости. Сила натяжения проволоки - P, её сечение - F и модуль Юнга - Е.
Уравнение колебаний в данном случае запишется в виде:
{\displaystyle m{\frac {d^{2}x}{dt^{2}}}=-{\frac {2Px}{l}}-{\frac {EFx^{3}}{l^{3}}}}.
Решение этого уравнения можно представить в виде:
{\displaystyle x=a\,\operatorname {cn} \left({\sqrt {\frac {2Pl+EFa^{2}}{ml^{3}}}}t\right)}.
Здесь символом {\displaystyle \operatorname {cn} } обозначена эллиптическая функция Якоби. Период таких колебаний равен:
{\displaystyle T=4{\sqrt {\frac {ml^{3}}{2Pl+EFa^{2}}}}K\left({\sqrt {\frac {EFa^{2}}{4Pl^{2}+2EFa^{2}}}}\right)}
Здесь К - полный нормальный эллиптический интеграл первого рода